# Músculo flexor largo de los dedos
El músculo flexor largo de los dedos del pie, también llamado flexor común de los dedos del pie o musculus flexor digitorum longus, se origina en la parte media de la cara posterior de la tibia, por debajo de la línea oblicua. Su tendón desciende por atrás del maleolo interno del tobillo, y luego se dirige hacia delante, al nivel del borde interno del sustentáculo del astrágalo o por debajo de él.
En la planta del pie se sitúa por debajo del flexor largo del dedo gordo, del cual recibe una banda tendinosa. El tendón se divide en cuatro, uno para cada uno de los últimos cuatro dedos. El músculo cuadrado plantar se inserta en el tendón, cerca de su división, mientras que los lumbricales se insertan en los puntos de división. Cada tendón entra en una vaina fibrosa y se dirige hacia adelante, hasta su inserción en la falange distal. 
Dentro de la vaina perfora al tendón del flexor corto plantar que le acompaña. Ambos tendones están envueltos por una vaina sinovial, y están unidos a las falanges por mesotendones. El flexor común de los dedos de los pies es equivalente al flexor común profundo de los dedos en el miembro superior.

## Variaciones
El flexor largo accesorio de los dedos del pie no es infrecuente. Se origina en el peroné, la tibia o la fascia profunda y termina en un tendón que, después de pasar por el ligamento lacinado (retináculo flexor), se une al tendón del flexor largo o del cuadrado plantar.

## Imágenes adicionales

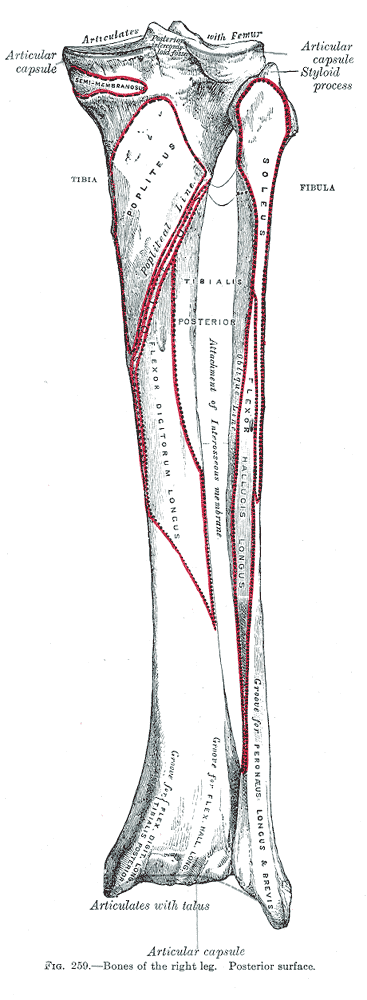
Huesos de la pierna derecha. Cara posterior.
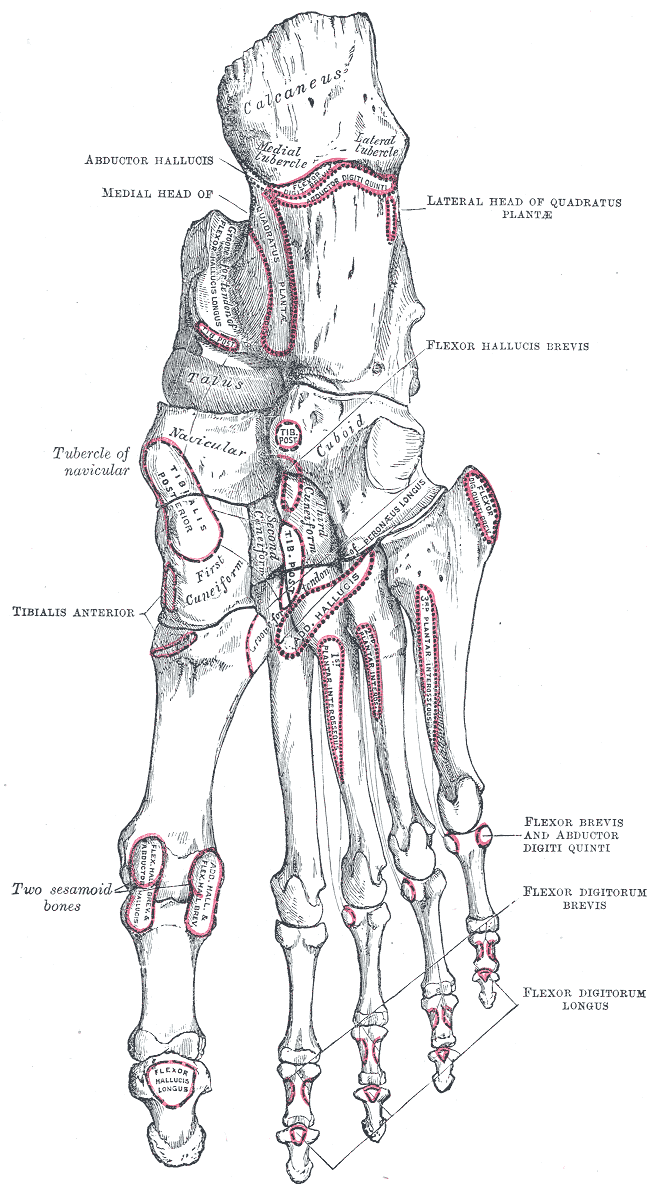
Huesos del pie derecho. Cara plantar.
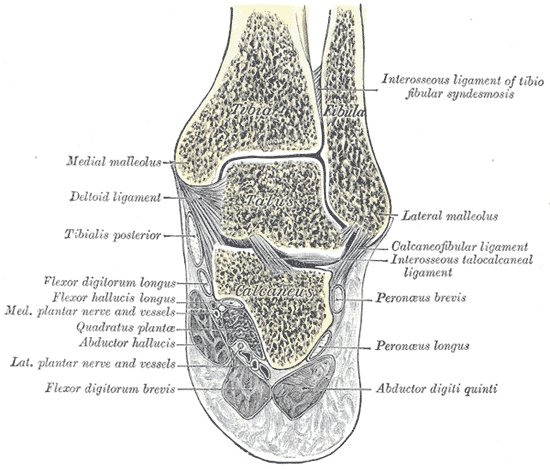
Sección coronal a través de las articulaciones tibioperoneoastragalina y articulación subastragalina.
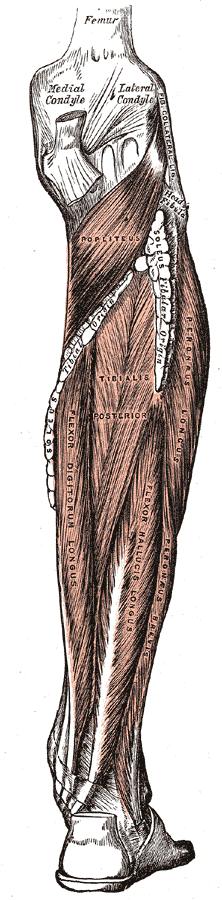
Músculos de la pantorrilla. Capa profunda.
Sección transversal en la mitad de la pierna.
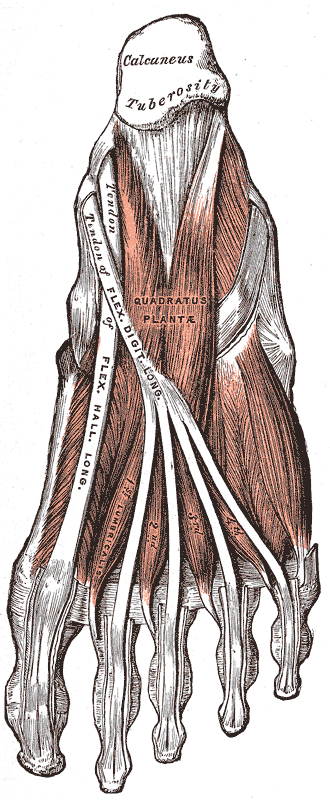
Músculos de la planta del pie. Segunda capa.
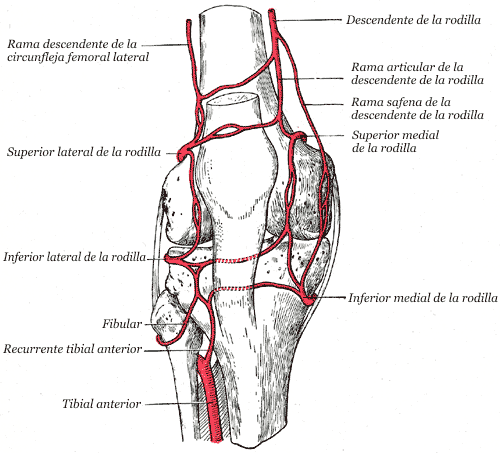
Anastomosis circumpatellar
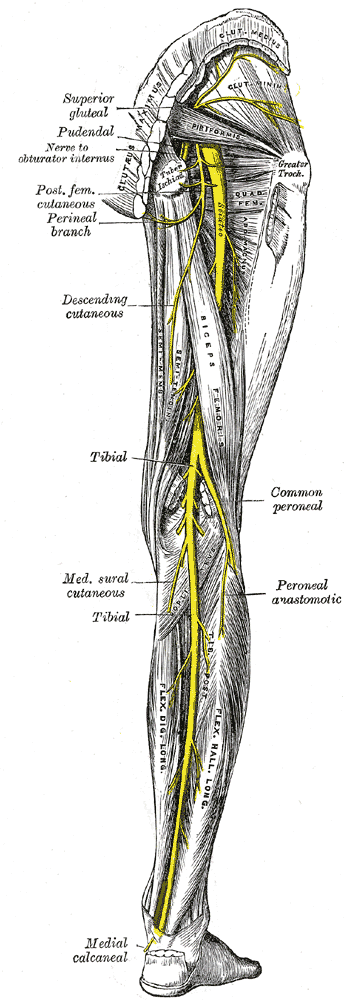
Inervación de la extremidad inferior derecha. Vista posterior.
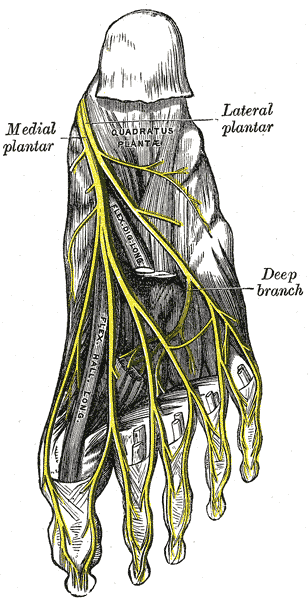
Inervación plantar.